# Samaria
La Samaria (ebraico: השומרון, ha-Shomron; arabo: السامرة, as-Sāmira; greco: Σαμαρεία, Samareía) è una regione montuosa situata tra la Galilea a nord e la Giudea a sud.  La maggior parte della regione si trova nel nord della Cisgiordania.
Il termine deriva forse da shâmar, 'guardare', quindi significa qualcosa di simile a 'prospettiva', 'osservatorio'; ma, leggendo 1Re 16,24, potrebbe derivare da un individuo (o clan) Shemer, da cui Omri acquistò il terreno.
Lo stesso nome è riferito alla maggiore città samaritana e capitale del regno di Israele durante la secessione in due regni.

## Storia

### Regno di Israele
Shomron (Samaria) è letteralmente un punto di osservazione o una torre di guardia. Al centro delle montagne di Israele, a pochi chilometri da Sichem, c'è la "collina di Someron", una montagna isolata. È una collina slanciata, con pareti scoscese ma accessibili e un altopiano alla sua sommità.
Secondo la Bibbia, Omri, il re di Israele, acquistò questa montagna da Shemer per due talenti d'argento, e costruì sulla sommità a cui diede il nome di "Someron", o Samaria, come nuova capitale del suo regno al posto di Tirzah (1 Re 16,24). Come suoi possedimenti, godevano di numerosi privilegi. Omri stabilì qui la sua residenza negli ultimi sei anni del suo regno.
Come conseguenza di una guerra persa contro la Siria, sembra che Omri dovesse essere costretto a garantire ai siriani il diritto di "costruire strade in Samaria", per esempio permettendo ai mercanti siriani di mantenere i loro commerci con la capitale israelita. Questo implicava la presenza di una considerevole presenza di popolazione di origine siriana.
(Stanley)
Samaria fu frequentemente assediata. Sempre secondo la narrazione biblica, ai tempi di Acab, Ben-Adad II si mosse con trentadue re, ma fu difesa con molto spargimento di sangue (1Re 20,1-21). Un secondo tentativo fu fatto l'anno successivo ma fu ancora completamente sconfitto, e fu costretto ad arrendersi ad Acab (1Re 20,28-34), il cui esercito, paragonato a quello di Ben-Adad, non era se non un "gregge di capre".
Ai tempi di Joram, Ben-Adad assediò ancora Samaria. Quando la vittoria sembrava a portata di mano, ruppero l'assedio, allarmati da un misterioso rumore di carri e cavalli e di un grande esercito, e fuggirono, lasciando il loro campo con tutto quello che c'era. Gli abitanti affamati della città ricevettero le spoglie del campo siriano; e avvenne che, come predetto da Eliseo, che "una misura di farina costerà un siclo, e due misure di orzo per un siclo, alla porta di Samaria" (2Re 7,1-20).
Salmanassar V invase Israele ai tempi di Osea, e lo ridusse a vassallo. Pose assedio a Samaria (723 a.C.), che resistette per tre anni, e alla fine fu occupata da Sargon II, che completò le conquiste di Salmanassar (2Re 18,9-12; 17,3) e deportò molte tribù in cattività. Leggi Dieci tribù perdute d'Israele.
Samaria fu stabilita come capitale del Regno di Israele durante il regno di Omri intorno all'884 a.C. Prima del periodo omride il sito sembra essere stato il centro di un'estesa area con produzione di olio e vino, che potrebbe essere il motivo della sua scelta come nuova capitale.
Il sito fu esplorato da due spedizioni archeologiche. La prima fu la spedizione Harvard, inizialmente diretta da G. Schumacher nel 1908 e poi da George Reisner nel 1909 e 1910, con il supporto degli architetti C.S. Fisher e D.G. Lyon. La seconda spedizione è invece conosciuta come ‘Spedizione Comune", un'unione di 5 istituzioni dirette da J.W. Crowfoot tra il 1931 e il 1935, con il supporto di K. Kenyon, E.L. Sukenik e G.M. Crowfoot. Le principali istituzioni furono la Scuola britannica di Archeologia a Gerusalemme, il Palestine Exploration Fund e l'Università Ebraica di Gerusalemme. Nel 1960 piccoli scavi proseguirono diretti da F. Zayadine insieme con il Dipartimento di Antichità della Giordania.
La città fu costruita sulla sommità di una collina rocciosa, e le fondamenta delle costruzioni monumentali dell'ultimo periodo spesso poggiano direttamente sugli strati più antichi di roccia, che non si trovano molto in profondità.
In tempi recenti il sito è stato utilizzato come terreno coltivabile dai contadini moderni della vicina Sebaste, e questo a significare che molte delle aree scavate sono state ricoperte e ripristinate all'uso agricolo. Questi due fattori hanno impedito gli scavi e un'analisi più approfondita dei resti.
I resti più antichi consistono di insediamenti scavati nella roccia, inizialmente datati al Bronzo antico da Kenyon; questi sono stati recentemente riesaminati, prima da Stager e poi da Franklin, e ora sono accettati come resti della lavorazione dell'olio e del vino dell'Età del ferro.

### Dall'invasione Assira al periodo ellenico
Durante il regno dell'ultimo re del regno del nord Osea (2Re 10), gli Assiri invasero la Samaria nel 722/721 a.C. (inizialmente sotto Salmanassar V e poi sotto Sargon II) e stabilirono il controllo completo sulla capitale e sul resto del regno settentrionale. Resti di frammenti di una stele con un'iscrizione assira attribuita a Sargon II fu trovata sulle pendici orientali dell'acropoli testimoniano la loro presenza. Inoltre, in base alle iscrizioni del palazzo di Sargon a Khorsabad, gli abitanti di Samaria furono deportati in Assiria. I resti di un muro portante nella Sala 5 del palazzo di Sargon mostrano Samaria e la sua sconfitta. I nuovi abitanti furono portati li (da Cuta e dall'area siro-mesopotama, 2Re 17,24) e formarono una nuova popolazione samaritana, conosciuta come Cuthim. La città e le terre vicine vennero chiamate Samerina e furono poste sotto un governatore Assiro. Rimangono solo pochi resti del periodo successivo a quello babilonese e si riferiscono solo al periodo persiano, alla metà del V secolo, in cui la città riprese la sua importanza. Le tensioni fra la famiglia regnante di Sanballat e quella di Gerusalemme sotto il governo di Neemia sono documentati nella Bibbia.
Samaria divenne una città ellenistica nel 332 a.C. e migliaia di soldati macedoni furono inviati per sedare una rivolta dei samaritani. Tre torri circolari del diametro di 13 metri risalenti a quel periodo sono state scavate (le prime due da Harvard che le attribuì al periodo israelita) e un successivo, maestoso, muro di fortificazione con le torri quadrate. Queste fortificazioni furono demolite durante la distruzione della città da Giovanni Ircano I nel 108 a.C. Le tracce della distruzione causata da Ircano sono state trovate dagli archeologi, ma la città fu ricostruita sotto Alessandro Ianneo.

### Dominio romano
Gneo Pompeo Magno, al termine della vittoriosa terza guerra mitridatica e di quella giudaica, creò la nuova provincia di Siria nel 63 a.C., partendo dalla regione della Celesiria. Della Giudea fece un regno cliente o protettorato romano. Ricostruì Gadara, che era stata distrutta dai Giudei. Proclamò libere dai Giudei le città di Ippo, Scitopoli, Pella, Samaria, Iamnia, Marisa, Azoto, Aretusa, Gaza, Ioppe, Dora e Torre di Stratone, per poi aggregarle alla nuova provincia di Siria, a cui diede come governatore Emilio Scauro con due legioni.
Dopo questi fatti Pompeo poté tornare in Siria, poi in Cilicia e poi nel Ponto, portando con sé Aristobulo II e preparandosi, dopo un'efficace riorganizzazione del limes orientale romano a un rientro in Italia.
Nel 30 a.C. l'imperatore Augusto assegnò la città a Erode il Grande, che le cambiò il nome in Sebaste in onore di Augusto (gr. Sebastos = Augusto). I resti rilevanti di questo periodo sono: l'Augusteum, consistente in un tempio e in un grande cortile costruito sopra il palazzo omride in cima all'acropoli; una porta della città e una strada colonnata che la attraversa da est a ovest; un teatro nella parte nord-est dell'acropoli; un tempio dedicato a Core nella terrazza settentrionale dell'acropoli, e uno stadio nella parte nord-orientale della sottostante vallata. A est dell'acropoli e in una zona che oggi collega la città antica con il moderno villaggio di Sebaste si trova il foro fiancheggiato a ovest da una basilica parzialmente scavata. L'acqua per la Sebaste romana veniva rifornita da un acquedotto sotterraneo che la portava nell'area del foro da una sorgente orientale. La città era circondata da una cinta muraria lunga quasi 4 chilometri, con torrette che collegavano il nord con l'occidente. Alcuni mausolei con sarcofagi decorati sono stati trovati nell'area del moderno villaggio e nelle zone attigue.

#### Dopo Erode
Alla morte di Erode il Grande, avvenuta nel 4 a.C., il suo regno fu suddiviso da Augusto seguendo in linea di massima le volontà del defunto sovrano. Ad Archelao furono affidate Giudea, Idumea e Samaria; Antipa ottenne Galilea e Perea; a Filippo (II) andarono Batanea, Traconitide, Auranitide e Gaulantide; Salome, sorella di Erode, ottenne alcune città (Jabneh, Azotas, Phaesalis e Askalon) e le relative rendite.
Il Nuovo Testamento menziona Samaria in Luca nel corso della guarigione miracolosa di dieci lebbrosi, che avviene nelle vicinanze della Samaria e della Galilea. Giovanni registra l'incontro di Gesù al pozzo di Giacobbe con la donna di Sichar, nel quale Egli si dichiara di essere il Messia. Negli Atti degli Apostoli si racconta che Filippo raggiunse la città di Samaria e vi predicò la nascita di Gesù. Al tempo di Gesù, Syria Iudaea dei romani fu divisa in tre province, Giudea, Samaria e Galilea. Samaria occupava il centro della Syria Iudaea
Nel 41, l'imperatore Claudio concede a Erode Agrippa I la Giudea e la Samaria, e nomina suo fratello Erode tetrarca di Calcide. Tre anni più tardi, nel 44, alla morte di Erode Agrippa I, Claudio decise di riportare Giudea e Samaria sotto diretto controllo romano, nominando un procurator Augusti, Cuspio Fado, a governarla. Al fratello di Agrippa I, Erode di Calcide, è affidato il controllo del Tempio di Gerusalemme e la nomina del Sommo sacerdote.
In seguito, durante il periodo imperiale romano la Syria Iudaea fu poi rinominata in Syria Palaestina nel 135, in seguito alla terza guerra giudaica. Nel Talmud, Samaria è chiamata il paese di Cuthim.
La città di Samaria fu ricostruita inalterata nel secondo secolo d.C. da Settimio Severo quando la città fu stabilita colonia. Samaria è stata associata con Giovanni il Battista, il cui corpo si crede sia sepolto qui. Una piccola basilica, costruita all'inizio del quinto secolo, fu scavata nella parte sud dell'acropoli. La chiesa fu edificata vicino al sepolcro nel quale i discepoli avrebbero portato i resti e la testa di Giovanni il Battista, dopo la decollazione ordinata da re Erode. Un monastero fu aggiunto in una data successiva. Nel dodicesimo secolo d.C. una cattedrale latina dedicata anche lei a Giovanni il Battista, fu costruita nella parte orientale del foro romano e presentava degli elementi della cinta muraria del periodo romana. Successivamente fu trasformata in una moschea.

## Territorio
Questa la descrizione che ne fa Giuseppe Flavio al tempo di Nerone:
fittamente popolate.»
(Giuseppe Flavio, Guerra giudaica, III, 3.4.)
A nord la Samaria confina con la valle di Esdrelon; a est con il fiume Giordano; nord-ovest con il Monte Carmelo e a ovest la pianura di Sharon; a sud con la Giudea (monti di Gerusalemme). Le montagne samaritane non sono molto alte, raramente raggiungono gli 800 metri di altezza. Il clima di questa regione è più ospitale rispetto a quello della Giudea.

## Controllo politico attuale

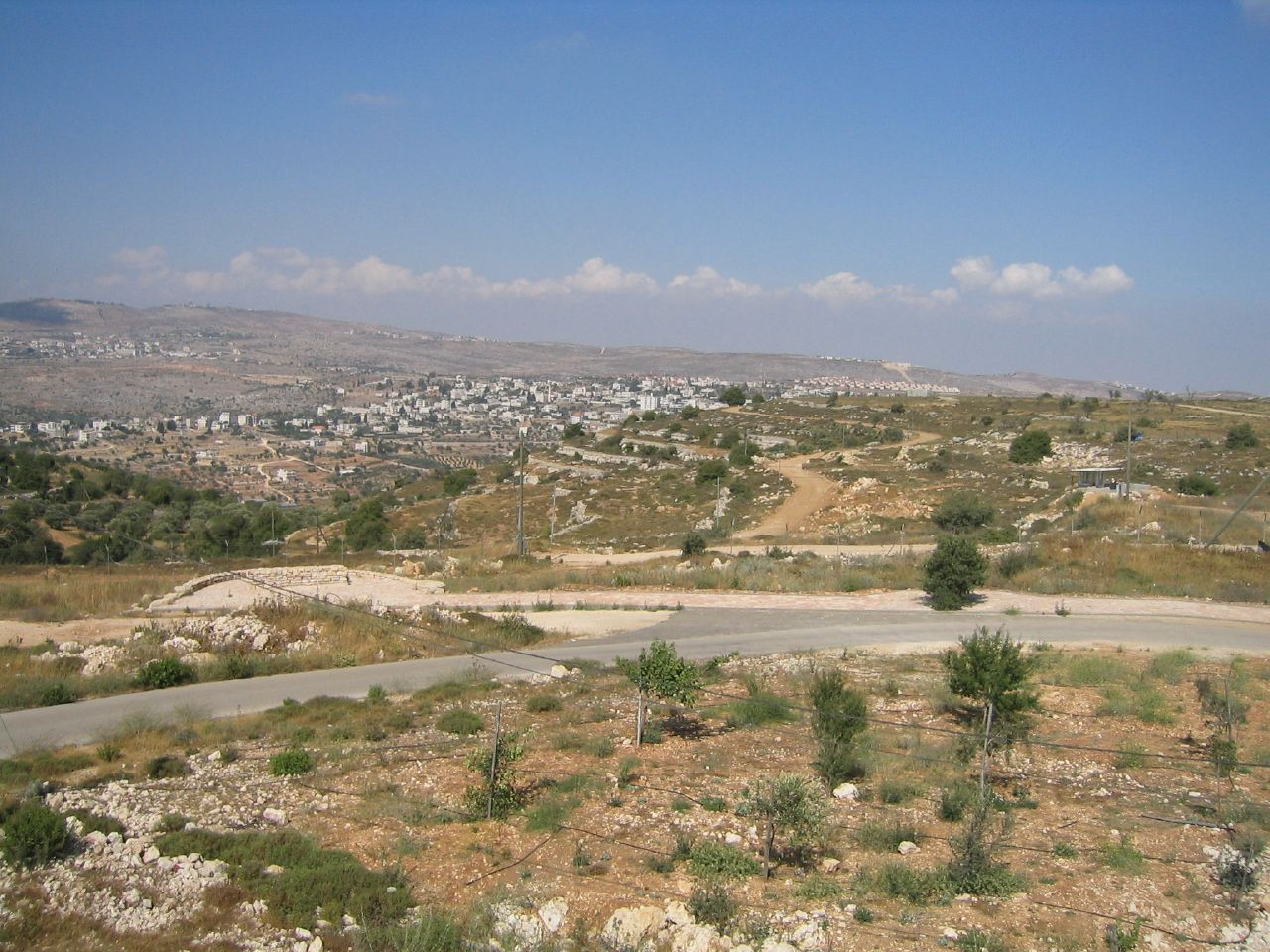
Panorama della Samaria.

La storia della Samaria dell'era moderna ha inizio quando il territorio della Samaria, ufficialmente appartenente all'Impero ottomano, viene affidato al Regno Unito per essere amministrato in seguito alla prima guerra mondiale dal mandato britannico della Palestina, dalla Società delle Nazioni.  La regione della Samaria era parte del territorio riservato dal Piano di spartizione del 1947 (Risoluzione 181 dell'Assemblea Generale dell'ONU) per uno stato Arabo, spartizione rifiutata dai paesi arabi. Come risultato della guerra arabo-israeliana del 1948, fu occupata dalla Giordania.
La Samaria fu presa alla Giordania da Israele durante la guerra dei sei giorni nel 1967, ed è da allora, come il resto della Cisgiordania un territorio sotto controllo israeliano. La Giordania ritirò le sue rivendicazioni sulla Cisgiordania, inclusa la Samaria, solo nel 1988, concedendone la sovranità all'OLP (Organizzazione per la Liberazione della Palestina), posizione più tardi confermata con il trattato di pace israelo-giordano nel 1994. Negli accordi di Oslo del 1993, la responsabilità dell'amministrazione su alcuni territorio della Samaria (Aree 'A' e 'B') furono trasferiti da Israele all'Autorità Palestinese.
Israele è stata criticata per la politica di instaurazione di insediamenti in Samaria. Le Nazioni Unite, con la risoluzione 242, hanno chiesto il ritiro di Israele dai territori.